# اس‌تی امپایر آس
اس‌تی امپایر آس (به انگلیسی: ST Empire Ace) یک کشتی بود که طول آن ۱۰۵ فوت ۲ اینچ (۳۲٫۰۵ متر) بود. این کشتی در سال ۱۹۴۲ ساخته شد.